# Гордово (Московская область)
Гордово — деревня в составе сельского поселения Ядроминское Истринского района Московской области. Население — 3 чел. (2010), зарегистрировано 1 садовое товарищество.
Гордово расположено в 15 км к западу от райцентра Истра и в 8 км от железнодорожной платформы Ядрошино Рижского направления, высота над уровнем моря 208 м.

## Население
| 2002 | 2006 | 2010 |
| ---- | ---- | ---- |
| 0    | →0   | ↗3   |